# پاتور
پاتور (به انگلیسی: Patur) یک منطقهٔ مسکونی در هند است که در بخش آکولا واقع شده‌است. پاتور ۲۰٬۵۳۱ نفر جمعیت دارد و ۳۴۱ متر بالاتر از سطح دریا واقع شده‌است.